# کوندسیا
کوندسیا (به فرانسوی: Condeissiat) یک کمون در فرانسه است که در Canton of Châtillon-sur-Chalaronne واقع شده‌است.

## خصوصیات
کوندسیا ۲۱٫۶۴ کیلومترمربع مساحت و ۷۴۹ نفر جمعیت دارد و ۲۴۰ متر بالاتر از سطح دریا واقع شده‌است.